# Jean-Pierre Ponnelle
Jean-Pierre Ponnelle (født 19. februar 1932, død 11. august 1988) var en anerkendt fransk operainstruktør.

## Biografi
Ponnelle blev født i Paris. Han studerede filosofi, kunst og historie og begyndte i 1952 sin karriere som teaterdesigner i Tyskland med en opsætning af Boulevard Solitude af Hans Werner Henze. Ponnelle blev særligt påvirket af Georges Wakhévitch, som også designede kulisser og kostumer til skuespil, ballet og opera.
I 1962 instruerede Ponnelle sin første produktion af Richard Wagners Tristan und Isolde i Düsseldorf. Hans opsætning af samme opera ved Bayreuther Festspiele i 1981 fik ros som en æstetisk meget tiltalende produktion af værket.
Ponnelles værk omfatter produktioner for Metropolitan Opera og San Francisco Opera, en TV-produktion af Puccinis Madama Butterfly i 1974 med Mirella Freni og en ung Plácido Domingo) samt filmindspilninger af Le nozze di Figaro i samarbejde med dirigenten Karl Böhm. Hans opsætning af Mozarts dengang forsømte La Clemenza di Tito i Köln var med til at vække interesse for operaen som et standardværk.
Ponnelle har også været en hyppig gæsteinstruktør på Salzburg Festival.
Ponnelles produktioner har ofte været kontroversielle. Hans Aida på Covent Garden i 1986 med unge drenge i stedet for de sædvanlige balletdansere blev buhet ud og aldrig sat op igen, selvom hans tidligere Don Pasquale på samme teater havde været en stor succes., som hans fortolkninger af velkendte værker havde været det.

Han døde i München i 1988 efter et tragisk fald i orkestergraven efter prøver på Carmen med Israel Philharmonic Orchestra under Zubin Mehta. Hans søn er dirigenten Pierre-Dominique Ponnelle; hans nevø er guitarist og producer Jean Pierre Danel.

## Indspilninger
- Ponnelle har instrueret tre operafilm med værker af Claudio Monteverdi for Zürich Oper: L'Orfeo (1978), Il ritorno d'Ulisse in patria (1979) og L'incoronazione di Poppea (1979), alle med Nikolaus Harnoncourt som dirigent.
- Den første filmindspilning af Rigoletto (1982) baseret på Giuseppe Verdis opera fra 1851med dirigenten Riccardo Chailly og Wiener Philharmoniker samt Konzertvereinigung Wiener Staatsopernchor. Luciano Pavarotti, Ingvar Wixell og Edita Gruberova. DVD: Deutsche Grammophon
- Tristan und Isolde med Daniel Barenboim og Orchester der Bayreuther Festspiele. De bærende sangkræfter var René Kollo, Johanna Meier, Matti Salminen, Hermann Becht og Hanna Schwarz, Unitel 1983, Laserdisc Philips 070-509-1
- Madama Butterfly med Herbert von Karajan som dirigent og Wiener Philharmoniker. De bærende sangkræfter var Mirella Freni, Plácido Domingo og Christa Ludwig. Deutsche Grammophon 00440 073 4037

## Links
- John Rockwell, "Jean-Pierre Ponnelle, 56, Is Dead; Was Opera Director And Designer", New York Times, 12. august 1988
- "Grand Operator", The Guardian, (London), 13. august 1988 (Nekrolog)
- IMdB-opslag med en liste over Ponnelles større produktioner indenfor film, TV og teater